# Rioscuro
Rioscuro (Riescuru de Ḷḷaciana, en patsuezu) es un pueblo de la comarca española de Laciana, perteneciente al municipio de Villablino. Tiene una población de 109 habitantes (INE 2021).

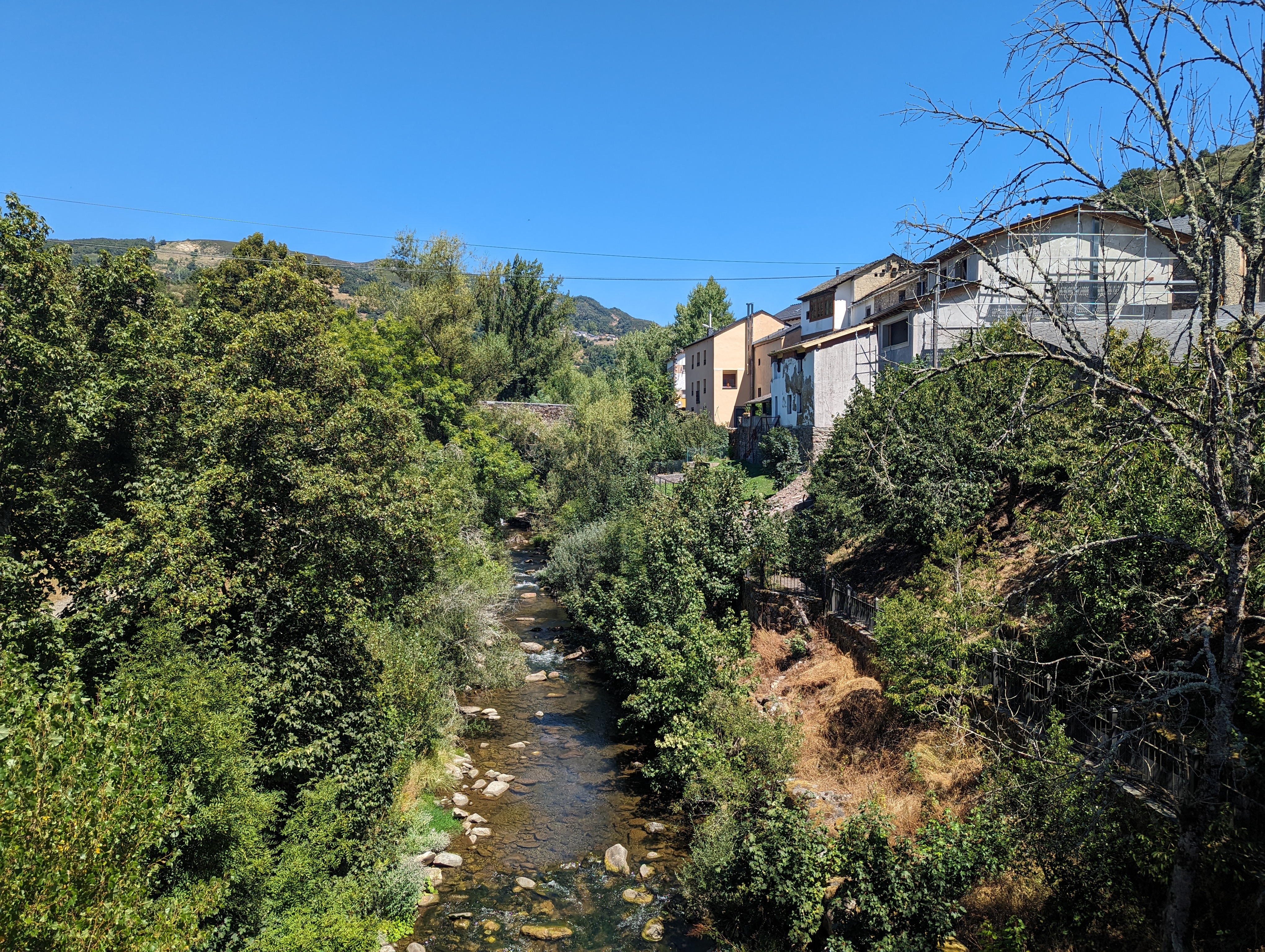
El río Sil a su paso por Rioscuro

Aunque está en la comarca minera de Laciana, este pueblo no tiene minas de carbón en su territorio. Destacan sus amplias masas forestales con bosques de acebos y tejos milenarios y sus tres brañas, Vilforcos, Brañaronda y Braña Murias. Además destaca la central hidroeléctrica que abastece de electricidad al poblado.
En el pueblo confluyen dos ríos, uno de ellos el Sil en el pueblo se llamaba el río Negro - debido al carbón bajaba siempre turbio -, que nace unos kilómetros arriba, en La Cueta.
Existen numerosas leyendas sobre tesoros escondidos, siendo la más famosa la de "el carnero de oro" enterrado por los moros. Otra muy conocida es la de los "falsos monjes", que en realidad eran salteadores de caminos en "La huerta de los Frailes".
Muy famoso el camino del calecho que concluye en "el campo el calecho" lugar adecuado para cazar lobos
La fiesta es San Pelayo el 26 de junio.